# Pamir Airways
Pamir Airways was een Afghaanse luchtvaartmaatschappij met thuisbasis in Kabul. Van daaruit voerde zij passagiers-, vracht- en chartervluchten uit binnen en buiten Afghanistan.

## Geschiedenis
Pamir Airways is opgericht in 2004.

## Incidenten en ongelukken
Op 17 mei 2010 verongelukte Pamir Airways-vlucht 112 circa honderd kilometer ten noorden van Kabul. Het ongeluk vond plaats in een bergachtig gebied op 4100 meter hoogte. Het toestel vloog met 44 mensen aan boord van Konduz naar Kabul, toen het plotseling van de radar verdween. Slecht weer zou de oorzaak zijn. Er waren geen overlevenden.
Het toestel was de enige Antonov An-24 die de luchtvaartmaatschappij bezat. Het had de registratie YA-PIS.

## Diensten
Volgens de dienstregeling per juli 2007 had Pamir Airways lijndiensten naar:
Binnenland:
- Faizabad, Herat, Kabul, Mazar-e Sjarif.

Buitenland:
- Dubai, Sharjah.

## Vloot
Per 17 mei 2010 bestond de vloot van Pamir Airways uit:
- 2 Boeing 737-200
- 3 Boeing 737-400